# Sport-Verein Werder von 1899 II 2009-2010
Questa voce raccoglie le informazioni riguardanti lo Sport-Verein Werder von 1899 II nelle competizioni ufficiali della stagione 2009-2010.

## Stagione
Nella stagione 2009-2010 il Werder Brema II, allenato da Thomas Wolter, concluse il campionato di 3. Liga al 13º posto.

## Rosa
| N. |                         | Ruolo | Calciatore         |
| -- | ----------------------- | ----- | ------------------ |
| 1  | Germania (bandiera)     | P     | Sebastian Patzler  |
| 2  | Germania (bandiera)     | D     | Felix Schiller     |
| 4  | Germania (bandiera)     | C     | Kevin Maek         |
| 5  | Germania (bandiera)     | D     | Jannik Löhden      |
| 6  | Germania (bandiera)     | C     | Nicolas Feldhahn   |
| 7  | Germania (bandiera)     | C     | Serhan Zengin      |
| 8  | Germania (bandiera)     | C     | Tobias Kempe       |
| 10 | Turchia (bandiera)      | A     | Onur Ayık          |
| 13 | Germania (bandiera)     | C     | Bernd Gerdes       |
| 14 | Germania (bandiera)     | D     | Sandro Stallbaum   |
| 15 | Germania (bandiera)     | C     | Madjid Albry       |
| 16 | Germania (bandiera)     | A     | Sandro Wagner      |
| 18 | Grecia (bandiera)       | A     | Lefteris Matsoukas |
| 19 | Austria (bandiera)      | A     | Patrick Derdak     |
| 20 | Germania (bandiera)     | C     | Stefan Ronneburg   |
| 21 | Germania (bandiera)     | P     | Sebastian Mielitz  |
| 22 | Germania (bandiera)     | C     | Julian Grundt      |
| 23 | RD del Congo (bandiera) | A     | Addy-Waku Menga    |

| N. |                     | Ruolo | Calciatore         |
| -- | ------------------- | ----- | ------------------ |
| 26 | Germania (bandiera) | D     | Ralf Bulang        |
| 26 | Germania (bandiera) | D     | Alexander Hessel   |
| 27 | Germania (bandiera) | D     | Niklas Andersen    |
| 30 | Ungheria (bandiera) | A     | Márkó Futács       |
| 31 | Germania (bandiera) | C     | Kevin Artmann      |
| 32 | Germania (bandiera) | C     | José Ikeng         |
| 33 | Germania (bandiera) | P     | Christian Vander   |
| 41 | Germania (bandiera) | D     | Dominik Schmidt    |
| 42 | Germania (bandiera) | P     | Felix Wiedwald     |
| 43 | Germania (bandiera) | A     | Pascal Testroet    |
| 44 | Germania (bandiera) | C     | Philipp Bargfrede  |
| 45 | Germania (bandiera) | C     | Timo Perthel       |
| 48 | Germania (bandiera) | A     | Timmy Thiele       |
| 49 | Germania (bandiera) | A     | Lennart Thy        |
| 51 | Germania (bandiera) | C     | Florian Trinks     |
| 68 | Germania (bandiera) | P     | Michael Jürgen     |
|    | Grecia (bandiera)   | A     | Leuteris Matsoukas |

## Organigramma societario
Area tecnica
- Allenatore: Thomas Wolter
- Allenatore in seconda:
- Preparatore dei portieri: Michael Jürgen
- Preparatori atletici:

## Calciomercato

### Sessione estiva
| Acquisti | Acquisti           | Acquisti         | Acquisti |
| R.       | Nome               | da               | Modalità |
| -------- | ------------------ | ---------------- | -------- |
| C        | Madjid Albry       | Werder Brema U19 |          |
| A        | Patrick Derdak     | Werder Brema U19 |          |
| C        | Bernd Gerdes       | Cloppenburg      |          |
| C        | Kevin Maek         | Union Berlino    |          |
| A        | Leuteris Matsoukas | Werder Brema U19 |          |
| P        | Sebastian Patzler  | Werder Brema U19 |          |
| D        | Nico Streater      | Werder Brema U19 |          |
| P        | Felix Wiedwald     | Werder Brema U19 |          |
| C        | Serhan Zengin      | Werder Brema U19 |          |

| Cessioni | Cessioni         | Cessioni          | Cessioni |
| R.       | Nome             | a                 | Modalità |
| -------- | ---------------- | ----------------- | -------- |
| C        | Fabrice Begeorgi | Istres            |          |
| D        | Björn Dreyer     | Oberneuland       |          |
| D        | Toni Gänge       | Hertha Berlino II |          |
| P        | Hergen Gerdes    | SV Wilhelmshaven  |          |
| A        | Andreas Granskov | Nordsjælland      |          |
| A        | Martin Harnik    | Werder Brema      |          |
| A        | Marc Heider      | Holstein Kiel     |          |
| C        | Finn Holsing     | Rot-Weiss Essen   |          |
| C        | Max Kruse        | St. Pauli         |          |
| P        | Nico Pellatz     | Apollōn Limassol  |          |
| D        | Dominik Schmidt  | Werder Brema      |          |

### Sessione invernale
| Acquisti | Acquisti      | Acquisti                | Acquisti |
| R.       | Nome          | da                      | Modalità |
| -------- | ------------- | ----------------------- | -------- |
| D        | Jannik Löhden | SV Ahlerstedt/Ottendorf |          |

| Cessioni | Cessioni      | Cessioni           | Cessioni |
| R.       | Nome          | a                  | Modalità |
| -------- | ------------- | ------------------ | -------- |
| D        | Nico Streater | Oberneuland        |          |
| A        | Torsten Oehrl | Fortuna Düsseldorf |          |

## Risultati

### 3. Liga

#### Girone di andata
| Brema 25 luglio 2009, ore 14:00 CEST 1ª giornata | Werder Brema II | 0 – 0 referto | Rot-Weiß Erfurt | Weserstadion - Platz 11 (1 100 spett.)\| Arbitro: \| Drees \| |
| Arbitro:                                         | Drees           |               |                 |                                                               |

| Arbitro: | Kinhöfer |

|                     |           |  |
| Heidrich 74’ (rig.) | Marcatori |  |

| Arbitro: | Thielert |

|           |           |  |
| Oehrl 52’ | Marcatori |  |

| Arbitro: | Nowak |

|                              |           |  |
| Holt 2’, 41’, 46’ Sykora 76’ | Marcatori |  |

| Arbitro: | Thomsen |

|                                        |           |                                            |
| Ayık 12’ Oehrl 14’ (rig.) Testroet 66’ | Marcatori | 5’, 58’ Cappek 29’ Hertl 50’ (rig.) Kresin |

| Arbitro: | Schalk |

|             |           |                   |
| Kruppke 32’ | Marcatori | 19’, 87’ Testroet |

| Arbitro: | Seidel |

|            |           |  |
| Šynder 65’ | Marcatori |  |

| Arbitro: | Osmers |

|  |           |         |
|  | Marcatori | 37’ Ulm |

| Arbitro: | Dingert |

|                                              |           |          |
| Leitl 3’, 65’ (rig.) Hartmann 62’ Braber 70’ | Marcatori | 2’ Oehrl |

| Arbitro: | Dankert |

|                           |           |           |
| Feldhahn 5’ Ayık 88’, 90’ | Marcatori | 86’ Kanca |

| Arbitro: | Blos |

|                                 |           |                   |
| Smeekes 52’ Amirante 82’ (rig.) | Marcatori | 32’, 80’ Testroet |

| Arbitro: | Kunzmann |

|                       |           |  |
| Oehrl 21’, 47’ (rig.) | Marcatori |  |

| Arbitro: | Leicher |

|                    |           |                   |
| Jarosch 82’ (rig.) | Marcatori | 45’, 57’ Testroet |

| Arbitro: | Valentin |

|  |           |              |
|  | Marcatori | 40’ Formento |

| Arbitro: | Beitinger |

|  |           |          |
|  | Marcatori | 73’ Ayık |

| Arbitro: | Steinberg |

|                                                    |           |  |
| Testroet 17’ Ronneburg 20’ Ayık 39’ Menga 41’, 66’ | Marcatori |  |

| Arbitro: | Petersen |

|                      |           |                |
| Hosiner 75’ Dorn 78’ | Marcatori | 63’, 77’ Menga |

| Arbitro: | Unger |

|  |           |                                |
|  | Marcatori | 14’, 19’ (rig.) Ekici 78’ Sène |

| Arbitro: | Seiwert |

|                            |           |                  |
| Glasner 2’ Hochscheidt 16’ | Marcatori | 76’ (rig.) Oehrl |

#### Girone di ritorno
| Arbitro: | Glasmacher |

|            |           |          |
| Smíšek 85’ | Marcatori | 25’ Ayık |

| Arbitro: | Glasmacher |

|  |           |            |
|  | Marcatori | 65’ Dercho |

| Arbitro: | Seidel |

|                      |           |                       |
| Hünemeier 63’ (rig.) | Marcatori | 58’ (rig.), 87’ Kempe |

| Arbitro: | Aarnink |

|                                                  |           |          |
| Ayık 11’, 17’, 61’ Menga 24’ Artmann 75’ Thy 88’ | Marcatori | 41’ Holt |

| Arbitro: | Seiwert |

|            |           |         |
| Holzer 35’ | Marcatori | 78’ Thy |

| Arbitro: | Kunzmann |

|  |           |                                    |
|  | Marcatori | 13’ Doğan 32’ Vrančić 64’ Calamita |

| Arbitro: | Unger |

|                                 |           |            |
| Wagner 50’ Futács 65’, 83’, 89’ | Marcatori | 5’ Stoilov |

| Arbitro: | Sönder |

|                                              |           |  |
| Hesse 10’ Haas 12’, 77’ Pfingsten-Reddig 81’ | Marcatori |  |

| Brema 13 marzo 2010, ore 14:00 CET 28ª giornata | Werder Brema II | 0 – 0 referto | Ingolstadt 04 | Weserstadion - Platz 11 (370 spett.)\| Arbitro: \| Zwayer \| |
| Arbitro:                                        | Zwayer          |               |               |                                                              |

| Arbitro: | Stieler |

|  |           |              |
|  | Marcatori | 70’ Feldhahn |

| Arbitro: | Beitinger |

|             |           |                         |
| Artmann 43’ | Marcatori | 50’ Smeekes 86’ Holwijn |

| Arbitro: | Cortus |

|          |           |  |
| Koch 51’ | Marcatori |  |

| Arbitro: | Aarnink |

|          |           |           |
| Ayık 35’ | Marcatori | 58’ Spann |

| Arbitro: | Valentin |

|               |           |            |
| Celikovic 88’ | Marcatori | 78’ Wagner |

| Arbitro: | Osmers |

|  |           |                                                |
|  | Marcatori | 21’ (rig.) Rathgeb 27’ Schieber 61’ Schipplock |

| Arbitro: | Dankert |

|                            |           |  |
| Stroh-Engel 14’ Öztürk 24’ | Marcatori |  |

| Arbitro: | Sönder |

|                                 |           |  |
| Perthel 69’ Wagner 76’ Ayık 88’ | Marcatori |  |

| Arbitro: | Blos |

|                            |           |              |
| Yılmaz 19’ (rig.) Sène 52’ | Marcatori | 47’ Feldhahn |

| Arbitro: | Achmüller |

|                        |           |             |
| Feldhahn 34’ Kempe 77’ | Marcatori | 67’ Glasner |

## Statistiche

### Statistiche di squadra
| Competizione | Punti | In casa | In casa | In casa | In casa | In casa | In casa | In trasferta | In trasferta | In trasferta | In trasferta | In trasferta | In trasferta | Totale | Totale | Totale | Totale | Totale | Totale | DR |
| Competizione | Punti | G       | V       | N       | P       | Gf      | Gs      | G            | V            | N            | P            | Gf           | Gs           | G      | V      | N      | P      | Gf     | Gs     | DR |
| ------------ | ----- | ------- | ------- | ------- | ------- | ------- | ------- | ------------ | ------------ | ------------ | ------------ | ------------ | ------------ | ------ | ------ | ------ | ------ | ------ | ------ | -- |
| 3. Liga      | 47    | 19      | 8       | 3       | 8       | 31      | 23      | 19           | 5            | 5            | 9            | 18           | 31           | 38     | 13     | 8      | 17     | 49     | 54     | -5 |
| Totale       | 47    | 19      | 8       | 3       | 8       | 31      | 23      | 19           | 5            | 5            | 9            | 18           | 31           | 38     | 13     | 8      | 17     | 49     | 54     | -5 |

### Andamento in campionato
| Giornata  | 1  | 2  | 3  | 4  | 5  | 6  | 7  | 8  | 9  | 10 | 11 | 12 | 13 | 14 | 15 | 16 | 17 | 18 | 19 | 20 | 21 | 22 | 23 | 24 | 25 | 26 | 27 | 28 | 29 | 30 | 31 | 32 | 33 | 34 | 35 | 36 | 37 | 38 |
| --------- | -- | -- | -- | -- | -- | -- | -- | -- | -- | -- | -- | -- | -- | -- | -- | -- | -- | -- | -- | -- | -- | -- | -- | -- | -- | -- | -- | -- | -- | -- | -- | -- | -- | -- | -- | -- | -- | -- |
| Luogo     | C  | T  | C  | T  | C  | T  | T  | C  | T  | C  | T  | C  | T  | C  | T  | C  | T  | C  | T  | T  | C  | T  | C  | T  | C  | C  | T  | C  | T  | C  | T  | C  | T  | C  | T  | C  | T  | C  |
| Risultato | N  | P  | V  | P  | P  | V  | P  | P  | P  | V  | N  | V  | V  | P  | V  | V  | N  | P  | P  | N  | P  | V  | V  | N  | P  | V  | P  | N  | V  | P  | P  | N  | N  | P  | P  | V  | P  | V  |
| Posizione | 11 | 16 | 10 | 14 | 18 | 15 | 17 | 19 | 19 | 18 | 17 | 15 | 14 | 14 | 14 | 10 | 10 | 11 | 14 | 15 | 16 | 13 | 10 | 12 | 12 | 10 | 13 | 12 | 10 | 12 | 15 | 15 | 14 | 17 | 17 | 17 | 17 | 13 |

Legenda:

Luogo: C = Casa; T = Trasferta. Risultato: V = Vittoria; N = Pareggio; P = Sconfitta.

### Statistiche dei giocatori
| M. Albry     | 1  | 0  | 0 | 0 |
| N. Andersen  | 22 | 0  | 8 | 0 |
| K. Artmann   | 9  | 2  | 0 | 0 |
| O. Ayık      | 30 | 11 | 4 | 0 |
| P. Bargfrede | 0  | 0  | 0 | 0 |
| R. Bulang    | 3  | 0  | 1 | 0 |
| P. Derdak    | 4  | 0  | 1 | 0 |
| N. Feldhahn  | 35 | 4  | 8 | 0 |
| M. Futács    | 13 | 3  | 3 | 1 |
| B. Gerdes    | 30 | 0  | 4 | 0 |
| J. Grundt    | 0  | 0  | 0 | 0 |
| A. Hessel    | 13 | 0  | 4 | 1 |
| J. Ikeng     | 4  | 0  | 0 | 0 |
| M. Jürgen    | 1  | 0  | 0 | 0 |
| T. Kempe     | 34 | 3  | 3 | 0 |
| J. Löhden    | 6  | 0  | 2 | 0 |
| K. Maek      | 22 | 0  | 4 | 0 |
| L. Matsoukas | 4  | 0  | 0 | 0 |
| L. Matsoukas | 0  | 0  | 0 | 0 |
| A. Menga     | 26 | 5  | 2 | 0 |
| S. Mielitz   | 19 | 0  | 0 | 0 |
| T. Oehrl     | 17 | 6  | 3 | 0 |
| S. Patzler   | 3  | 0  | 0 | 0 |
| T. Perthel   | 27 | 1  | 5 | 0 |
| S. Prödl     | 1  | 0  | 0 | 0 |
| S. Ronneburg | 29 | 1  | 7 | 1 |
| F. Schiller  | 23 | 0  | 4 | 1 |
| D. Schmidt   | 22 | 0  | 8 | 0 |
| S. Stallbaum | 36 | 0  | 6 | 0 |
| P. Testroet  | 17 | 8  | 1 | 0 |
| T. Thiele    | 1  | 0  | 0 | 0 |
| L. Thy       | 13 | 2  | 1 | 0 |
| F. Trinks    | 1  | 0  | 0 | 0 |
| C. Vander    | 0  | 0  | 0 | 0 |
| S. Wagner    | 7  | 3  | 1 | 0 |
| F. Wiedwald  | 15 | 0  | 1 | 0 |
| S. Zengin    | 13 | 0  | 0 | 0 |